# England (band)
England is een Britse rockband uit het genre progressieve rock.
In 1977 doet hun debuutalbum Garden Shed veel stof opwaaien binnen de liefhebbers van het genre. Het album laat een mix horen van de symfonische rock van Barclay James Harvest, Moody Blues en Genesis uit die jaren. Daarna is het meteen weer stil. Er wordt nog een album opgenomen, maar dat wordt pas veel later uitgebracht. Slecht management, gewijzigd inzicht (geen promotie) van hun label Arista en de veranderende muziekwereld (punk komt eraan) drukken de band in de vergetelheid. 

## Albums
- (1977): Garden Shed;
- (1977): The Last of the Jubblies;
- (2007): Kikimimi; concertregistratie uit 2006.